# Buxtehuder SV

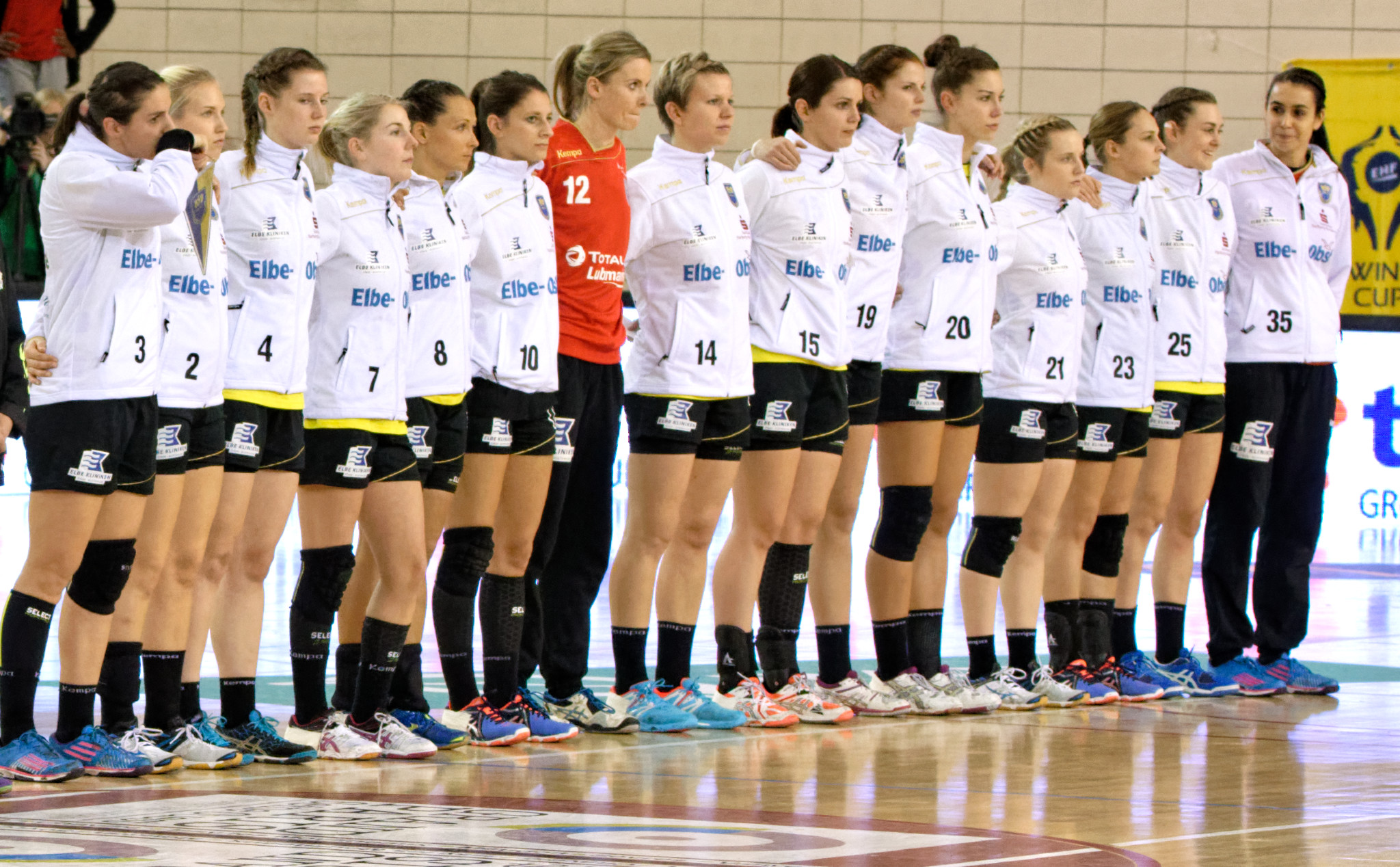
Rencontre du 3e tour de la Coupe des Vainqueurs de Coupe entre Issy Paris Hand et Buxtehuder HV.
A Issy Les Moulineaux, le 22 novembre 2015.

Le Buxtehuder SV (Buxtehuder Sportverein Von 1862 E.v.) est un club omnisports allemand, réputé pour sa section féminine de handball, basé à Buxtehude en Basse-Saxe.

## Palmarès
compétitions internationales
- coupe Challenge (2) :
  - vainqueur : 1994 et 2010
  - finaliste : 2002
- coupe d'Europe des vainqueurs de coupe :
  - demi-finaliste en 1991
- coupe de l'EHF
  - demi-finaliste en 1995

compétitions nationales
- coupe d'Allemagne (2) :
  - vainqueur en 2015 et 2017
  - finaliste en 1990, 1996, 2007 et 2011

## Anciennes joueuses
- Camilla Andersen : 1993-1996
- Heike Axmann
- Andrea Bölk
- Emily Bölk
- Isabell Klein : 2007-2016
- Debbie Klijn
- Christine Lindemann
- Stefanie Melbeck
- Susanne Petersen
- Melanie Schliecker
- Heike Schmidt
- Ulrika Toft Hansen : 2013-2016